# Xã Wallace, Quận Wallace, Kansas
Xã Wallace (tiếng Anh: Wallace Township) là một xã thuộc quận Wallace, tiểu bang Kansas, Hoa Kỳ. Năm 2010, dân số của xã này là 151 người.